# Kobielice (województwo kujawsko-pomorskie)
Kobielice – wieś w Polsce, położona w województwie kujawsko-pomorskim, w powiecie aleksandrowskim, w gminie Zakrzewo.

## Podział administracyjny
W latach 1975–1998 miejscowość administracyjnie należała do województwa włocławskiego. Wieś sołecka – zobacz jednostki pomocnicze gminy Zakrzewo w BIP.

## Historia
Wieś znana w wieku XVII, z tego okresu pochodzi bowiem drewniany kościół, opisany w wieku XIX w Słowniku. Kobielice to wówczas wieś i kolonia w powiecie nieszawskim, gminie Sędzin, parafii Kobielice. W 1827 r. w Kobielicach było 10 domów i 83 mieszkańców.